# زویخلته
زویخلته (به هلندی: Zwiggelte) یک منطقهٔ مسکونی در هلند است که در میدن-درنته واقع شده‌است. زویخلته ۳۰۰ نفر جمعیت دارد.